# Ototylomys chiapensis
Ototylomys chiapensis – gatunek gryzonia z podrodziny gałęziaków (Tylomyinae) w rodzinie chomikowatych (Cricetidae). Po raz pierwszy został opisany naukowo w 2017 na łamach „Journal of Mammalogy” przez zespół: Calvin A. Porter, Nia E. Beasley, Nicté Ordóñez-Garza, Laramie L. Lindsey, Duke S. Rogers, Nicole Lewis-Rogers, Jack W. Sites, Jr., Robert D. Bradley. Typowa lokalizacja: Pozo de Petróleo, 11 km na północny zachód od Berrizábal, La Pera Conservation Area, stan Chiapas, Meksyk. Gatunek znany tylko z dwóch lokalizacji stanie Chiapas: El Ocote Biosphere Reserve i La Pera Conservation Area.

## Historia odkrycia gatunku
Na początku lat 80. XX wieku amerykański zoolog Mark D. Engstrom odkrył w meksykańskim La Pera populację gryzoni z rodzaju Ototylomys. Odnotował, że to przedstawiciele nieopisanego jeszcze naukowo gatunku. W 1983 Calvin A. Porter oraz Jack W. Sites Jr. rozpoczęli, we współpracy z Engstromem, badania zmienności allozymów u zwierząt z meksykańskich populacji Ototylomys. Naukowcy odkryli wyraźne różnice między znanym wcześniej gatunkiem O. phyllotis, a populacją z La Pera. Po raz pierwszy nowy gatunek (Ototylomys chiapensis) został opisany naukowo w 2017 na łamach „Journal of Mammalogy”.

## Nazewnictwo
Epitet gatunkowy chiapensis jest nawiązaniem do nazwy meksykańskiego stanu Chiapas.

## Kariotyp
Garnitur chromosomowy O. chiapensis: 2n=48 z 19 parami chromosomów dwuramiennych i 4 parami chromosomów akrocentrycznych; FN=84.

## Budowa ciała
O. chiapensis jest gryzoniem średniej wielkości. Pod względem morfologicznym O. chiapensis różni się wyraźnie od pnączarka wielkouchego (Ototylomys phyllotis). Ma smukłe ciało i obfite, miękkie futro. Sierść w części grzbietowej jest wybarwiona na brązowo, z delikatnymi łatami w kolorze rdzy. W części brzusznej sierść jest cętkowana, brązowa. Ogon długi, pokryty łuskami, bez sierści. Szerokie, cienkie i owalne uszy są półprzezroczyste. Także nieowłosione. Tylne łapy są długie.
|                                | przedział           | średnia |
| ------------------------------ | ------------------- | ------- |
| długość ciała z głową i ogonem | 139–194 mm (n = 18) | 172 mm  |
| długość ogona                  | 135–174 mm (n = 11) | 153 mm  |
| długość ucha                   | 20–27 mm (n = 18)   | 25 mm   |
| długość tylnej kończyny        | 30–34 mm (n = 18)   | 32 mm   |
| masa ciała                     | 55–165 g (n = 16)   | 103 g   |

## Tryb życia
O. chiapensis wiodą naziemny i nadrzewny tryb życia. Wykazują aktywność życiową w nocy. Populacja zamieszkująca tereny na południu stanu Jukatan szczyt aktywności osiągała między godziną 23.00 a 1.00. Była aktywna na poziomie terenu.

### Rozród
Masa ciała badanego przez naukowców 6-dniowego noworodka wynosiła 22g.

## Rozmieszczenie geograficzne
O. chiapensis znany tylko z dwóch lokalizacji stanie Chiapas: El Ocote Biosphere Reserve i La Pera Conservation Area. Typowa lokalizacja: Pozo de Petróleo, 11 km na północny zachód od Berrizábal, La Pera Conservation Area, stan Chiapas, Meksyk. 

## Ekologia
O. chiapensis jest roślinożercą. Naukowcy odnotowali, że zwierzęta przetrzymywane w niewoli wybierały chętnie nasiona słonecznika, ale rzadko sięgały po świeży owoc. Jedno ze zwierząt wolało zjadać kapustę niż ziarno.

### Siedlisko
O. chiapensis zasiedla krasowe lasy deszczowe położone na wysokości 700–1100 m n.p.m.